# شارون کوآن
شارون کوان (به انگلیسی: Sharon Kwan) (زاده ۱۲ اکتبر ۱۹۹۵) خواننده و بازیگر چینی-آمریکایی است.